# António Nobre
António Emanuel Carvalho Nobre (Caldas da Raínha, 24 novembre 1988) è un arbitro di calcio portoghese.

## Carriera
Il 20 agosto 2016 esordisce nella seconda serie portoghese, la Segunda Liga, dirigendo Braga-Cova da Piedade. Nella stagione 2016-2017 dirige 18 partite in Segunda Liga e due nelle coppe nazionali del Portogallo. La stagione seguente viene proposto in Primeira Liga, in cui esordisce dirigendo Tondela-Estoril Praia.
Nella stagione 2018-2019 esordisce come arbitro della UEFA, dirigendo l'incontro delle Qualificazioni al Campionato europeo di calcio Under-17 Italia-Turchia. L'anno seguente, in cui diventa arbitro FIFA, dirige diverse partite in competizioni europee, tra le quali anche una nelle Qualificazioni all'Europa League.
Il 26 agosto 2020 esordisce nelle Qualificazioni alla Champions League dirigendo Cluj-Dinamo Zagabria.
Nella stagione 2021-2022 esordisce nella fase a gironi della Conference League e dirige anche la finale del Campionato europeo di calcio Under-19 2022 Israele-Inghilterra, terminata 1-3 ai tempi supplementari. Infine, l'8 novembre 2023 esordisce nella fase a gironi di Champions League dirigendo Bayern Monaco-Galatasaray.